# Terryl Nancy Kinder
Terryl Nancy Kinder, née le 13 juin 1946 à Rochester (État de New York), est une historienne de l'art américaine, spécialiste de l'architecture et de l'art cisterciens. Elle est Distinguished Visiting Professor à St. Michael's College (Vermont, États-Unis) et rédactrice en chef de la revue Cîteaux.

## Biographie
Née en 1946 à Rochester, Terryl N. Kinder est la fille d'un ouvrier de General Motors et d'une institutrice. Étudiante en médecine, elle fait vers 1966 un pèlerinage à Chartres et se découvre une passion pour l'architecture et l'art du Moyen Âge. Elle commence des études d'histoire de l'art à l'université de Syracuse, apprend le français et l'allemand et vient en Europe. Elle découvre l'abbaye de Pontigny, qui sera son sujet de thèse. Elle s'installe alors définitivement à Pontigny. En 1982, elle obtient son doctorat (Ph.D.) à l'université de l'Indiana à Bloomington (Architecture of the Cistercian Abbey of Pontigny : The Twelfth Century Church).
Elle enseigne ensuite dans diverses universités américaines et françaises (professeur invité à Paris I et Rennes II), elle a été Visiting Research Fellow à l'Institute of Historical Research de Londres. Elle a dirigé des fouilles sur plusieurs sites cisterciens, organisé des colloques sur le monde cistercien, dirigé avec Léon Pressouyre la réalisation de l'exposition Saint-Bernard et le monde cistercien à la Conciergerie de Paris (1990-1991).
Elle est rédactrice en chef de la revue Cîteaux : commentarii cistercienses, principale revue d'étude du monde cistercien.

## Publications
- Saint Bernard et le monde cistercien [exposition, Paris, Conciergerie, salle Saint-Louis, 18 décembre 1990-28 février 1991], sous la dir. de Léon Pressouyre et Terryl N. Kinder, Paris, Caisse nationale des monuments historiques et des sites, 1992, 309 p., ill.  (ISBN 2-85822-105-7)
- L'Europe cistercienne (coll. « Zodiaque »), trad. de l'anglais par Divina Cabo, La Pierre-Qui-Vire, 1997.  (ISBN 2-7369-0234-3)
- L'architecture du silence : les abbayes cisterciennes de France, photogr. de David Heald, texte de Terryl N. Kinder, trad. de l'anglais par Denis-Armand Canal, Paris, La Martinière, 2000, 151 p., ill.  (ISBN 2-7324-2670-9)
- (dir.), Perspectives for an Architecture of Solitude. Essays on Cistercians, Art and Architecture in Honour of Peter Ferguson, Turnhout: Brepols Publishers / Cîteaux: Commentarii cistercienses, 2004, 409 p., ill.  (ISBN 2-503-51692-0 et 90-805439-5-0)
- L'abbaye de Pontigny, Paris, Éd. du patrimoine - Centre des monuments nationaux, 2010, 72 p., ill.  (ISBN 978-2-7577-0098-3)
- (dir., avec Roberto Cassanelli),The Cistercian Arts from the 12th to the 21st century, Montréal et Kingston, McGill-Queen's University Press, 2014.